# بط بري أزرق الجناحين

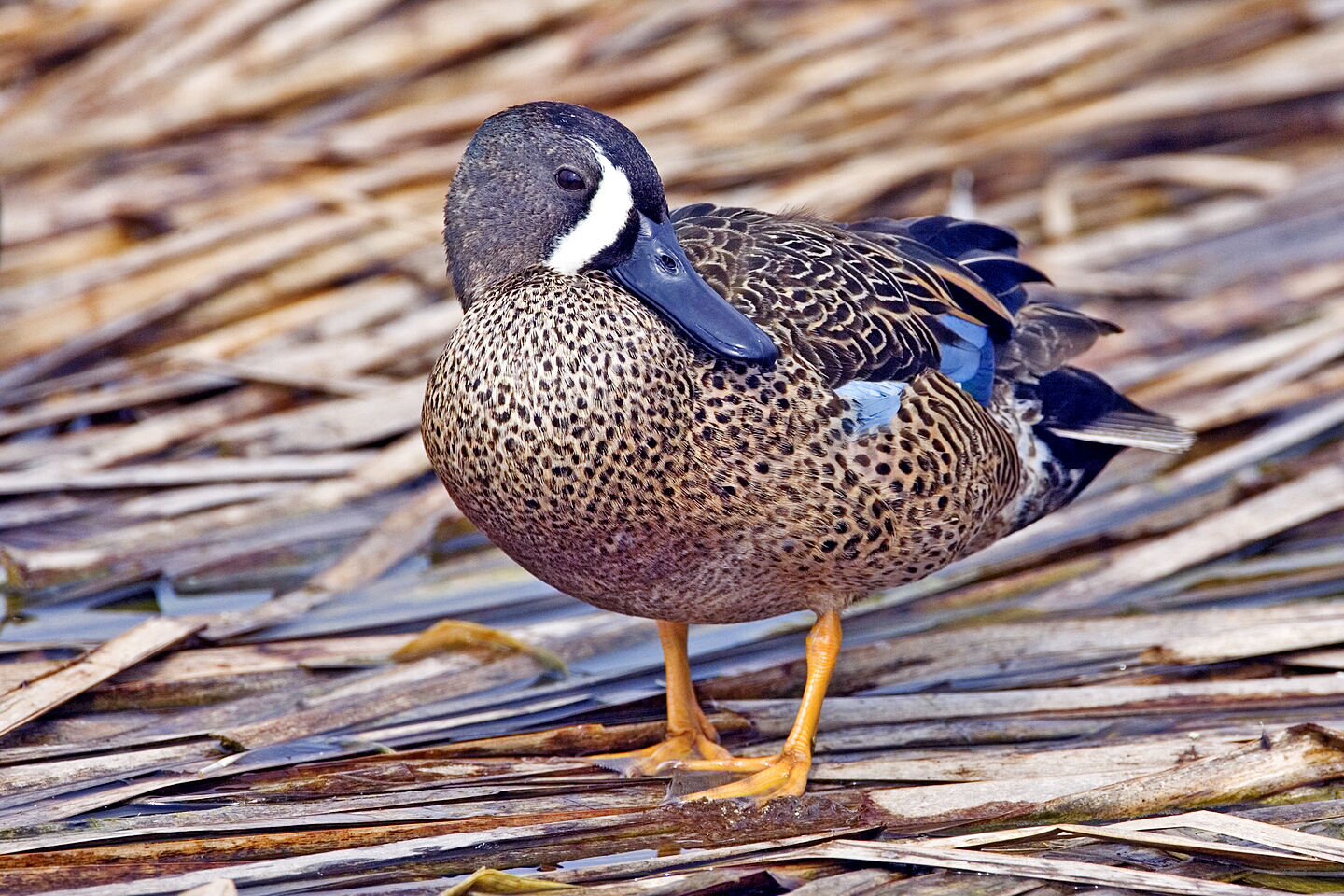

بط بري أزرق الجناحين يسمى أيضا شرشير (الاسم العلمي: Anas discors) (بالإنجليزية: Blue-winged Teal)‏ نوع من أنواع البط

## سبب التسمية
و سُمّي بهذا الاسم لأنه يحتوي على ريشات زرقاء في أجنحته، تتغذّى أساسا على النباتات كما تشمل وجباتها الرخويات والحشرات المائية.

## أماكن تواجده
يتواجد في جميع أنحاء شمال ووسط أمريكا الشمالية ما عدا ألاسكا وهو من الطيور المهاجرة حيث يهاجر في أسراب نحو أمريكا الوسطى والشمالية.